# Castell de Benicàssim
El Castell de Benicàssim, anomenat també Castell de Sentinella, es localitza en un turó (darrere de l'ajuntament) al costat del nucli urbà, realment al centre de l'actual nucli urbà de Benicàssim, a la comarca de la Plana Alta. Per declaració genèrica, està catalogat com a bé d'interès cultural, i presenta anotació ministerial número: RI - 51-0011575; i data d'anotació 14 de març de 2006.
Es tracta d'un castell de tipus montà i va ser construït al segle xii; i va ser coetani a altres construccions costaneres musulmanes, considerant alguns autors que era una avançada del castell de Montornès.

## Història
Aquest castell es trobava inclòs en la Tinença de Montornès, igual que la Pobla Tornesa i el feu de Borriol. Castell de Montornés (Benicàssim) va pertànyer als dominis aragonesos des de Pere I fins a la fi del segle xi, quan la presència almoràvit i la mort del Cid, en 1099, amenaça la permanència de les possessions de Pere I a la zona. El Castell va ser conquerit pels almoràvits en 1103, encara que va passar definitivament a dominis cristians en 1234. És a partir d'aquest moment quan sorgeix la baronia de Benicàssim i Montornés, la qual es va atorgar, per part de Jaume I el Conqueridor, a Pere Sanz de Martell, notari Reial de Jaume I, el 29 de novembre de 1242. Malgrat que en 1268 Montornès és donat en feu a l'església de Sant Vicent de la Roqueta de València, al final el feu passarà al Monestir de Poblet, el 12 de desembre de 1287, per concessió d'Alfons el Benigne. És per documents conservats en l'Arxiu Capitular de la Catedral de Tortosa, referents a la visita pastoral del Bisbe Paholac a la seva diòcesi de Tortosa — duta a terme d'agost de 1314 a març de 1316 — que es coneix el perfil del castell de Benicàssim, que es troba dibuixat en el mateix castell, així com diverses notícies sobre la seva població.
Va estar en possessió de Juan Ximénez (fill de Pedro Ximénez de Arenós) en 1333, en 1416 passa la jurisdicció senyorial al bisbe de Vic, Alfons de Tous per concessió reial, fins a finals de 1420, quan per mort d'aquest és comprat per Gilabert de Centelles, senyor del castell de Nules. No quedarà gaire temps més en domini dels Centelles, ja que en 1467 Joan II el donarà a Joan Pagès, que pertany a la família que posseirà el senyoriu de la Tinença, durant mig segle, fins que l'any 1515 Nicolau de Casalduch, ciutadà de Castelló i senyor de la Serra d'en Galceran, el va comprar. És així com el 8 de desembre de 1589 Na Violant de Casalduch atorga carta de població al castell de Benicàssim del Senyoriu de Montornés i Benicàssim a 10 pobladors, als quals es sumen 16 pobladors més, quan el 22 de setembre de 1593 atorga carta de població a la torre situada al terme de Benicàssim i Montornés. Els Casalduch van ser els senyors de les baronies; fins que el 1620 el pare, i administrador de l'hereu, va vendre i va disgregar el vincle fundat el 1534 per Nicolás de Casalduch, la Tinença de Montornés i la baronia de Benicàssim. La venda de la baronia de Benicàssim i la Torre del Senyor es va dur a terme, el 24 de febrer 1620, a favor de Claudi Luperc Ferrer. La baronia va continuar en possessió d'aquesta família, fins que, sense descendència de l'últim baró, passa a Francisco Giner Feliu, nebot de la seva dona.

## Arquitectura
En el moment de la seva construcció, el castell se situava en un petit monticle, al costat del nucli urbà de Benicàssim, dominant la població, i en connexió visual amb el seu veí castell de Montornès i amb la torre de guaita de Sant Julià (avui dia desapareguda), situada al costat de la costa. Més tard, amb la construcció del nou Ajuntament —als peus d'aquest turó i d'una altura gairebé igual a aquest—, el castell ha quedat dins del nucli urbà; i gairebé ocult en la seva pràctica totalitat, tant a la vista com al seu accés. D'altra banda, el monticle va patir un desmunt parcial, en realitzar-se obres en la carretera nacional 340, que circula a l'oest del castell.
Atenent els documents corresponents a la visita del bisbe Paholac a la seva diòcesi en 1214, el castell disposava de la torre de l'homenatge, en posició superior, i dues torres inferiors, que podrien correspondre a la muralla que l'envoltava. Actualment es poden distingir restes de dues torres i un llenç de muralla que dona al sud, així part d'un aljub, i restes de l'antiga església, que posteriorment va passar a formar part del convent franciscà, reconvertit més tard en caserna.